# In dubio contra stipulatorem
Contra stipulatorem (latin, ungefär mot författaren), på svenska även oklarhetsregeln, är en juridisk princip härrörande från romersk rätt, som används vid avtalstolkning. 
Principen innebär att ett avtal i oklara fall (in dubio) skall tolkas till nackdel för den part som varit mest ansvarig för avtalet. Detta är oftast den som författat eller låtit författa avtalet, men kan även vara den som har störst kunskap.